# Górka (Petite-Pologne)
Pour les articles homonymes, voir Górka.
Górka est une localité polonaise de la gmina de Szczurowa, située dans le powiat de Brzesko en voïvodie de Petite-Pologne.